# Castell de Mirambell
El castell de Mirambell és un edifici de Mirambell, una entitat de població del municipi de Calonge de Segarra (Anoia), declarat bé cultural d'interès nacional. Està situat dalt del puig on s'apilonen al seu entorn les cases que formen el nucli, enfront de Durfort, sobre la carretera de Calaf a Cervera.

## Descripció
Castell aïllat en estat molt ruïnós, situat dalt d'un turó, fora de l'actual nucli urbà, a l'interior del qual se situa el dipòsit d'aigua del petit poble de Mirambell. D'aquest edifici de planta poligonal tan sols es conserven parcialment tres de les cinc o sis façanes. L'obra presenta un parament mur format per carreus de mida mitjana, amb rejunt de morter de calç. Tanmateix, destaquem el notable gruix dels seus murs, que presenten un farciment de pedres sense quasi morter.
Les tres façanes que s'han conservat tenen una llargada de 5,5 m, 8,9 m i 11,5 m, respectivament; i una alçada màxima de 3,5 m. Segons la mateixa font documental, se'ns esmenta l'existència d'una torre circular situada a l'extrem sud, que correspondria temporalment a un moment anterior a l'estructura poligonal del castell.
L'obra presenta un parament format per carreus de mida mitjana, units amb morter de calç. El reble és de moltes més pedres que morter. Fa pensar en un edifici construït cap al segle xii o XIII. A l'extrem sud s'endevina l'existència d'una torre circular de construcció anterior al recinte poligonal. Es conserva una alçada de 2,2 m; devia tenir un diàmetre d'uns 4,5 m i un gruix de murs de 180 cm. Els carreus són semblants als del castell si bé una mica més petits i més mal tallats. La torre es podria datar al segle xi.
Aquesta fortificació és força notable, tant per la seva forma poligonal que recorda altres castells de la contrada, com ara Calaf, com per la superposició dels dos elements, torre i edifici poligonal tipològicament i da datació diferents.

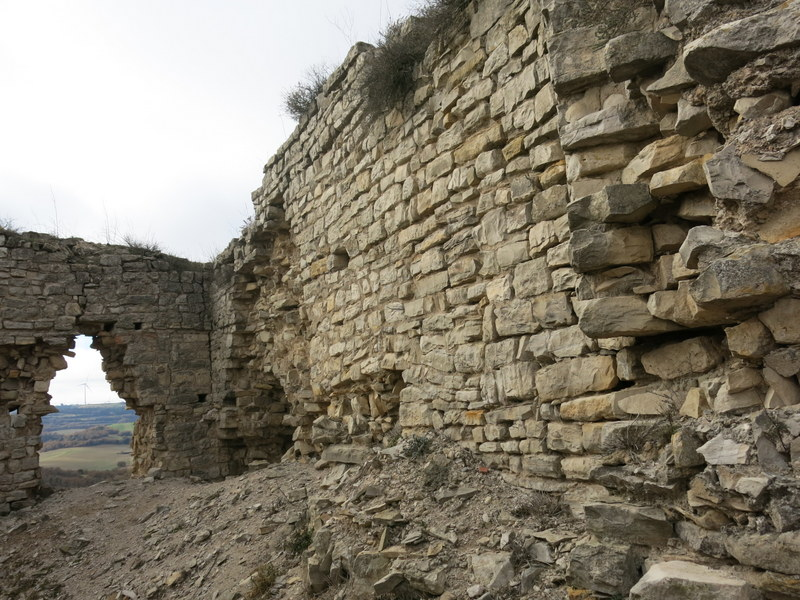
Castell de Mirambell (desembre 2017)

## Història
El castell va néixer com una torre de defensa i vigilància. La primera documentació d'aquest castell és de l'any 1039, a partir d'un testament on la vescomtessa Engúncia, vídua de Ramon, vescomte d'Osona-Cardona, esmenta Mirambell com una de les propietats que ella tenia per aprisió i feu una deixa de terres del seu terme al monestir de Sant Pere de Casserres (Osona). Posteriorment fou propietat dels Cardona. El 1086, el vescomte Ramon Folc deixa en testament la meitat de l'alou de Mirambell al monestir de Sant Pere de Casserres i l'altra meitat a la seva muller Ermessenda.
Al segle xii la propietat encara roman a mans dels Cardona. El 1102 Bermon de Cardona feu una donació a diversos monestirs (Santa Maria de Solsona, Sant Jaume de Calaf i Sant Pere del Mont) de tot allò que tenia al lloc de Mirambell. El 1143 el seu fill Bernat donà a la seva germana Ermeniarda l'alou que tenia al castell de Mirambell.
Els Cardona tenien el castell encomanat a diversos castlans A la primera meitat del segle xii, Berenguer Sendred, al qual succeí el seu fill Arnau i, des del 1170, hi consta una família cognomenada Mirambell, que donà diferents fills per a monjos de Sant Pere de Casserres, com el monjo Arnau de Mirambell el 1235 i el prior i abans cambrer Ramon de Mirambell (1257-63). Al segle xiv, el castell de Mirambell consta com una de les propietats dels Cardona i el 1375 formà part del patrimoni del comtat de Cardona.